# Рудник бакра „Церово”
Лежиште „Церово“ налази се у рудном пољу Мали Кривељ – Церово, 15 километара северозападно од Бора. На овом локалитету откривена су рудна тела „Церово – Цементација 1“, „Церово – Цементација 2“, „Церово – Цементација 3“, „Церово – Цементација 4“, лежиште „Дренова“ и „Церово – примарно“.
Овај површински коп припада порфирском типу лежишта, са основном минерализацијом насталом у хидротермално измењеним андезитским стенама.
Главни носилац бакроносног орудњења је минерал халкопирит праћен борнитом, док је пирит најзаступљенији минерал у орудњењу. У мањој мери заступљени су халкозин, ковалин и азурит.

## Пројектовање рудника и рудних постројења
Пројекат је поверен домаћем Институту за бакар, уз ангажовање Рударског института из Београда и Техничког факултета из Бора.
20. новембра 1991. године стартовали су извођачи радова: грађевинска предузећа "Трудбеник" из Београда и "Слога" из Бора. Изградња рудника коштала је 40 милиона долара и трајала 23 месеца. Пројектом је прецизирано да се у првој фази (рудно тело Цементација I) рачуна на рудно тело у коме су рудне резерве 20 милиона тона, што је значило годишњу експлоатацију од око 2,5 милиона тона руде и век трајања од око 7 година. Пројекат је определио хидраулични транспорт руде од рудника до борске флотације, у дужини од 15 километара.

## Хидротранспорт пулпе
Главни објекат хидротранспорта био је згушњивач за пулпу, односно систем за основно флотирање на Церову, повезан цевоводом са борском флотацијом, где ће се пулпа дорађивати у концентрат бакра заједно са јамском рудом. То су, у ствари, два двострука паралелна цевовода. Први, за пулпу из рудника и други за воду из Бора која се користи у флотирању и за пиће. Вода за потребе флотирања узимана је из јаловишта борске флотације, а коришћена је и сирова језерска вода. Довод воде за пиће  био је прикључен на борски градски водовод. Оваквим водоснабдевањем избегнута је свака могућност загађења Кривељске реке. За потпуну заштиту животне средине изграђено је складиште руде и водосабирница око јаловишта.

## Историјат производње
Пробна производња у руднику Церово цементација I кренула је 24. октобра 1993. године. Наведена су и поређења: бакар из Церова два пута је био јефтинији од бакра из јамске производње.
Већ прве године рада Церово цементација је достигло и премашило пројектоване параметре: скинуто је више од 5 милиона тона ископина са 20 525 тона бакра, што је више за 1883 тоне од пројектованог задатка. Ово рудно тело експлоатисано је 7 година. Укупно је ископано 17,5 милиона тона влажне руде, из које је добијено 120 хиљада тона бакра.
Производња на копу Церово од 1991. до 2002. године
| Година | Ископина (t) | Раскривка (t) | влажна руда (t) | Бакар у руди (t) | Злато у руди (t) | Сребро у руди (t) |
| ------ | ------------ | ------------- | --------------- | ---------------- | ---------------- | ----------------- |
| 1991.  | 1 605 164    | 1 605 164     |                 |                  |                  |                   |
| 1992.  | 3 966 536    | 3 966 536     |                 |                  |                  |                   |
| 1993.  | 4 825 035    | 4 533 922     | 291 113         | 2 216            | 59               | 314               |
| 1994.  | 5 821 328    | 3 447 255     | 2 374 073       | 22 727           | 580              | 3 982             |
| 1995.  | 7 038 043    | 4 511 833     | 2 526 121       | 18 479           | 431              | 4 478             |
| 1996.  | 5 402 795    | 2 867 828     | 2 534 967       | 17 482           | 416              | 6 081             |
| 1997.  | 4 485 660    | 1 745 832     | 2 739 828       | 17 411           | 334              | 4 871             |
| 1998.  | 3 397 597    | 843 606       | 2 553 991       | 392              | 5 106            |                   |
| 1999.  | 2 525 719    | 345 560       | 2 180 159       | 11 342           | 395              | 4 807             |
| 2000.  | 2 424 612    | 320 380       | 2 104 232       | 7 325            | 293              | 4 694             |
| 2001.  | 1 767 978    | 338 150       | 1 429 828       | 4 615            | 176              | 2 569             |
| 2002.  | 1 454 670    | 252 440       | 1202 230        | 4 125            | 192              | 2 317             |
| Укупно | 44 715 139   | 24 778 506    | 19 936 633      | 121 713          | 3 268            | 39 218            |

Повољнији пословни амбијент и тржишни услови, у доброј мери диктирани добром ценом бакра на Лондонској берзи метала, отворили су 2011. године комбинату бакра могућност за обнављање производње у запостављеном руднику „Церово – Цементација 1“, где је остало да се откопа још 14 милиона тона руде средњег садржаја 0,31%. Нова сагледавања показала су да производња у њему, али и у осталим лежиштима која припадају комплексу „Церово“, и имају укупно 320 милиона тона руде, може бити рентабилна и са просечном годишњом ценом бакра од шест хиљада долара за тону.

## Инфраструктура рудника
На копу „Церово – Цементација 1“ постоји сва потребна инфраструктура: приступни путеви, водоводна и канализациона мрежа, електроенергетско напајање са трафо станицом и бензинском пумпом, телефонска мрежа, систем одводњавања итд. Такође, ту је и постројење за припрему и прераду руде до нивоа млевења. Све то ће, уз неопходну реконструкцију, ревитализацију и доградњу, и даље бити у функцији. Дефектажа опреме, инсталација агрегата и објеката на технолошкој линији за прераду руде показала је да за довођење целог погона у функционално стање и то за инсталисани капацитет од два и по милиона тона руде годишње, нису потребна велика улагања.